# Тибо Куртоа
Тибо Никола Марк Куртоа (на нидерландски: Thibaut Nicolas Marc Courtois) е белгийски футболен вратар роден на 11 май 1992 г. в Бре, окръг Маасейк, Лимбург, Фламандски регион, Белгия. Тибо играе за испанския Реал Мадрид. Смятан е за един от най-добрите вратари в света.

## Състезателна кариера
Започва кариерата си в Билзен като ляв защитник. По-късно в Генк става вратар. Негови идоли са Петър Чех и Едвин ван дер Сар. На 17 април 2009 прави дебюта си за първия отбор на възраст от 16 години и 341 дни. Той е ключова фигура за спечелването на Белгийското първенство за отбора си през сезон 2010/11. Той получава наградите „Вратар на сезона“ за първенството и „Играч на сезона“ за Генк. През сезона допуска едва 32 гола в 40 мача и запазва 14 сухи мрежи.
На 26 юли 2011 е финализиран трансферът му в лондонския Челси, като договорът му е за 5 години. 
На същия ден преминава под наем за една година в Атлетико Мадрид. На 15 януари 2012 казва, че „желае да остане още една година“ и е говорил с Андре Вилаш-Боаш за това.  Тибо продължава наема си с „дюшекчиите“ през лятото на същата година.
След края на сезон 2013/14 през юни 2014 г. настоящият треньор на Челси, Жозе Моуриньо решава да върне Куртоа в Англия за наближаващия нов сезон.

### Реал Мадрид
На 8 август 2018 г. официалния сайт на Реал Мадрид съобщава, че са постигнали споразумение с Челси за Куртоа. Договора е до 30 юни 2024, а според повечето източници сумата е в размер на 30 млн. евро.

## Успехи

### Клубни
Генк
- Белгийска Про Лига: (1) 2010/11
- Купа на Белгия: (1) – 2009

 Атлетико Мадрид
- Примера дивисион: 2013/14
- Купа на Испания: 2012/13
- Лига Европа: 2011/12
- Суперкупа на Европа: 2012

 Челси
- Висша лига: (2) 2014/2015, 2016/2017
- Купа на лигата: (1) 2014/2015
- ФА Къп: (1) 2018

 Реал Мадрид
- Примера дивисион (3): 2019/20, 2021/22, 2023/24
- Суперкупа на Испания (2): 2020, 2022
- Шампионска лига – (2): 2021/22, 2023/24
- Световно клубно първенство на ФИФА: 2018, 2022
- Междуконтинентална купа – (1): 2024
- Суперкупа на Европа – (2): 2022, 2024

### Индивидуални отличия
- Вратар на сезона (за Белгийската Про Лига) – 2010/11
- Играч на сезона на КРК Генк – 2010/11